# Gonzalo Jara
Gonzalo Alejandro Jara Reyes (* 29. August 1985 in Hualpén) ist ein ehemaliger chilenischer Fußballspieler. Auf Vereinsebene gewann der Abwehrspieler vier nationale Meisterschaften und mit der chilenischen Nationalmannschaft die Copa América 2015 und die Copa América Centenario 2016.

## Karriere

### Verein
Jara begann seine Profikarriere im Jahr 2003 beim chilenischen Klub CD Huachipato, für den er in drei Jahren 69 Spiele bestritt und dabei zwei Tore schoss. Im Jahr 2007 wechselte er zu CSD Colo-Colo und entwickelte sich zum Stammspieler. In zwei Spielzeiten absolvierte der Defensivspieler 64 Spiele, in denen er einen Treffer erzielte.
Im Jahr 2009 wechselte er für 1,4 Millionen Pfund zum englischen Verein West Bromwich Albion. Er unterschrieb einen Dreijahresvertrag. Am Ende der Saison 2009/10 hatte er 22 Spiele absolviert und ein Tor erzielt.
Im Oktober 2011 wurde er bis zum Januar 2012 an Brighton & Hove Albion ausgeliehen. Allerdings wurde der Leihvertrag am 20. Dezember 2011 vorzeitig aufgelöst, da West Bromwich eine große Anzahl von verletzten Spielern hatte. Am 31. Januar 2012 kehrte er auf Leihbasis zu Brighton & Hove Albion zurück und blieb dort bis zum Saisonende. Am 10. Januar 2013 wechselte Jara auf Leihbasis zum Zweitligisten Nottingham Forest. Nachdem er dort 17 Ligaspiele absolviert hatte, unterschrieb er am 19. Juni einen Einjahresvertrag.
Im Juli 2014 wurde Jara vom deutschen Bundesligisten 1. FSV Mainz 05 ablösefrei verpflichtet. Er unterschrieb einen Zweijahresvertrag mit einer Option auf ein weiteres Jahr. Seinen Einstand gab er am 31. Juli 2014 beim 1:0-Sieg im Hinspiel in der 3. Qualifikationsrunde zur UEFA Europa League gegen Asteras Tripolis. Am 15. August 2014 verschoss Jara im Erstrundenspiel im DFB-Pokal gegen den Drittligisten Chemnitzer FC als einziger Mainzer Spieler seinen Elfmeter im Elfmeterschießen, was zum Ausscheiden des 1. FSV Mainz 05 führte.
Im Januar 2016 wurde der Vertrag mit Mainz 05 auf Jaras Wunsch aufgelöst. Daraufhin schloss er sich dem CF Universidad de Chile an.
Nach drei Jahren dort, hatte er 58 Spiele gespielt, in denen er kein Tor erzielen konnte. Dann wechselte er zu Estudiantes de la Plata und ein Jahr später zu Monarcas Morelia.
Nach der Übertragung des Franchise der Monarcas nach der Saison 2019/20 auf den neu formierten Mazatlán FC gehörte Jara zur Debütelf in der Geschichte des Vereins aus der Hafenstadt Mazatlán. Nach einem weiteren Wechsel innerhalb der mexikanischen Liga wechselte Jara 2021 zurück nach Chile. Mit Ablauf der Saison 2023 beendete er bei Coquimbo Unido seine aktive Karriere.

### Nationalmannschaft
Jara nahm 2005 mit der chilenischen U-20-Auswahl an der U-20-Fußball-Südamerikameisterschaft in Kolumbien teil und erreichte mit seinem Team dabei den vierten Rang, der zur Teilnahme an der Junioren-Fußballweltmeisterschaft 2005 in den Niederlanden berechtigte. Dort begann das Team mit einem 7:0-Auftaktsieg gegen Honduras, zu dem er mit einem Treffer beitrug, wurde allerdings bei der 0:7-Niederlage gegen den spanischen Nachwuchs im zweiten Gruppenspiel nach 45 Minuten mit einer gelb-roten Karte des Feldes verwiesen. Trotz einer 0:1-Niederlage im letzten Gruppenspiel gegen Marokko qualifizierte sich das chilenische Team als eine der vier besten drittplatzierten Mannschaften für das Achtelfinale, in dem man dem Gastgeber mit 0:3 unterlag und ausschied. Jara wird im Offiziellen Turnierbericht zu den drei herausragenden Spielern seines Teams gezählt und als „Abwehrorganisator (Libero) mit gutem Zweikampfverhalten“, der „schnell Gegenangriffe einleitet“ beschrieben.

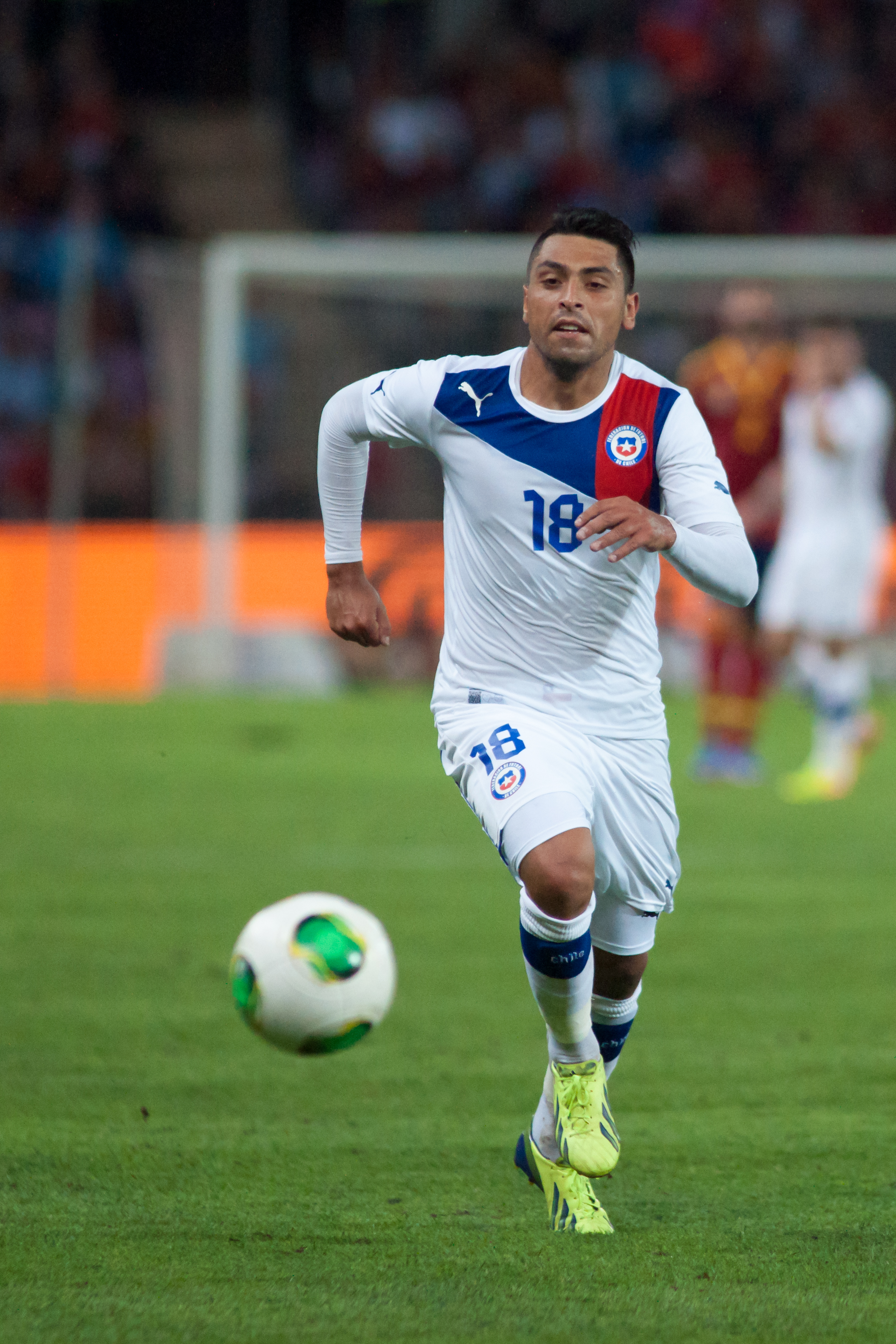
Gonzalo Jara bei einem Freundschaftsspiel gegen Spanien

Im Jahr 2006 absolvierte er seine ersten beiden A-Länderspiele für Chile. Am 26. und 27. April kam er in zwei Freundschaftsspielen gegen Neuseeland zum Einsatz. Die Spiele endeten mit 4:1 und 1:0 für Chile. Während der Europatour 2006 bestritt er Spiele gegen Irland und Schweden. Bei der Copa América 2007 in Venezuela bestritt er zwei Spiele, darunter das 1:6 im Viertelfinale gegen Brasilien.
Im Mai 2008 nahm er mit der U-23-Nationalmannschaft als Mannschaftskapitän am Turnier von Toulon teil. Nach dem 5:3-Sieg über Frankreich und zwei 2:0-Siegen über Niederlande und Japan setzte man sich im Halbfinale mit 2:1 gegen die Elfenbeinküste durch. Dieses verpasste er jedoch aufgrund einer Gelbsperre. Das Finale verlor man gegen Italien mit 0:1. Knapp einen Monat später erzielte er sein erstes Länderspieltor gegen Venezuela.
Nach 13 Spielen bei der Qualifikation zur WM 2010 und zwei erzielten Toren gehörte er zum chilenischen Aufgebot für die Fußball-Weltmeisterschaft 2010 in Südafrika. Jara nahm an der WM 2014 in Brasilien teil. Chile spielte ein starkes Turnier und setzte sich in einer Gruppe mit Weltmeister Spanien und der Niederlande als Gruppenzweiter durch. Im Achtelfinale am 28. Juni 2014 gegen Brasilien in Belo Horizonte scheiterte Chile im Elfmeterschießen. Jara hatte zunächst ein Eigentor erzielt und verschoss im Elfmeterschießen den entscheidenden Elfmeter.
Im Viertelfinale der Copa América 2015 gegen Uruguay provozierte Jara einen Platzverweis für Edinson Cavani, indem er diesem an das Gesäß fasste. Er wurde für seine vom Schiedsrichter nicht bemerkte Tätlichkeit nachträglich vom südamerikanischen Verband CONMEBOL zunächst für drei Spiele, nach Einspruch reduziert auf zwei Spiele, und damit für das Halbfinale und das Finale gesperrt. Das Finale gewannen seine Mitspieler im Elfmeterschießen gegen Argentinien. Durch den Sieg war Chile für den letztmals ausgetragenen FIFA-Konföderationen-Pokal qualifiziert, erreichte dort das Finale, das gegen Weltmeister Deutschland mit 0:1 verloren wurde. Jara wurde in den fünf Spielen eingesetzt und verpasste dabei keine Minute.
2016 gewann er mit Chile die Copa América Centenario 2016, wieder durch einen Sieg im Elfmeterschießen gegen Argentinien.
Sein letztes Spiel bestritt er im Spiel um Platz 3 bei der Copa América 2019, das mit 1:2 gegen Argentinien verloren wurde. Zuvor hatte er zwei Einsätze in den Gruppenspielen.

## Erfolge
CSD Colo-Colo
- Primera División: 2007-A, 2007-C, 2008-C

CF Universidad de Chile
- Primera División: 2016/17-C

Nationalmannschaft
- Copa América: 2015 (ohne Finaleinsatz, da gesperrt), 2016